# Giải Nobel Sinh lý học hoặc Y học
Giải Nobel Sinh lý học hoặc Y học (tiếng Thụy Điển: Nobelpriset i fysiologi eller medicin) do Quỹ Nobel quản lý, được trao hàng năm cho những khám phá nổi bật trong lĩnh vực khoa học sự sống và y học. Giải Nobel không phải là một giải duy nhất, mà là năm giải riêng biệt, theo di chúc năm 1895 của Alfred Nobel, được trao "cho những người, trong năm trước đó, đã mang lại lợi ích lớn nhất cho loài người". Giải thưởng Nobel được trao trong các lĩnh vực Vật lý, Hóa học, Sinh lý học hoặc Y học, Văn học, và Hòa bình.
Giải thưởng Nobel được trao hàng năm vào ngày kỷ niệm ngày mất của Alfred Nobel, 10 tháng 12. Tính đến năm 2022, có 114 giải Nobel về Sinh lý học và Y học đã trao cho 226 người, 214 nam và 12 nữ. Giải đầu tiên trao vào năm 1901 cho nhà sinh lý học người Đức, Emil von Behring, vì công trình của ông về liệu pháp huyết thanh và sự phát triển của vắc-xin chống lại bạch hầu. Người phụ nữ đầu tiên nhận giải Nobel về Sinh lý và Y học, Gerty Cori, đã nhận giải vào năm 1947 vì vai trò của bà trong việc làm sáng tỏ quá trình chuyển hóa glucose, quan trọng trong nhiều khía cạnh của y học, bao gồm điều trị Bệnh tiểu đường. Giải thưởng Nobel gần đây nhất do Viện Karolinska công bố ngày 3 tháng 10 năm 2022 và trao cho Svante Pääbo người Thụy Điển, vì những khám phá liên quan đến bộ gen của loài người đã tuyệt chủng và sự tiến hóa của loài người.
Giải thưởng bao gồm một huy chương cùng với văn bằng và giấy chứng nhận thưởng tiền mặt. Mặt trước của huy chương hiển thị cùng một mặt cắt của Alfred Nobel được mô tả trên các huy chương Vật lý, Hóa học và Văn học; mặt trái là duy nhất dành cho giải này.
Một số lần trao giải này cũng gây ra sự tranh cãi trong cộng đồng khoa học. Như năm 1949 giải được trao cho António Egas Moniz cho nghiên cứu về phẫu thuật thùy não mặc dù có những biểu tình phản đối. Những tranh cãi khác quay xung quanh sự không đồng tình ai được nhận. Năm 1952 giải trao cho Selman Waksman người đang trong vòng lao lý mặc dù một nửa bằng sáng chế thuộc về người đồng phát hiện với ông Albert Schatz, người đã không được trao giải. Giải thưởng năm 1962 cho James D. Watson, Francis Crick và Maurice Wilkins cho công trình của họ về cấu trúc và tính chất của DNA mặc dù thế giải không công nhận những đóng góp từ những người khác như Oswald Avery và Rosalind Franklin vì đã qua đời trước thời gian đề cử giải. Vì giải Nobel không trao cho người đã qua đời, những ai sống thọ sẽ có cơ hội nhận giải vì nhiều trường hợp người được nhận giải cho nghiên cứu của họ từ 50 năm về trước. Giải cũng chỉ giới hạn trao cho ba người, và từ hơn nửa thế kỷ qua, nhiều công trình khoa học có sự tham gia của nhiều nhà khoa học ở nhiều tổ chức, điều này đã dấy lên những tranh luận về quy tắc số người được nhận giải Nobel nói chung.

## Bối cảnh

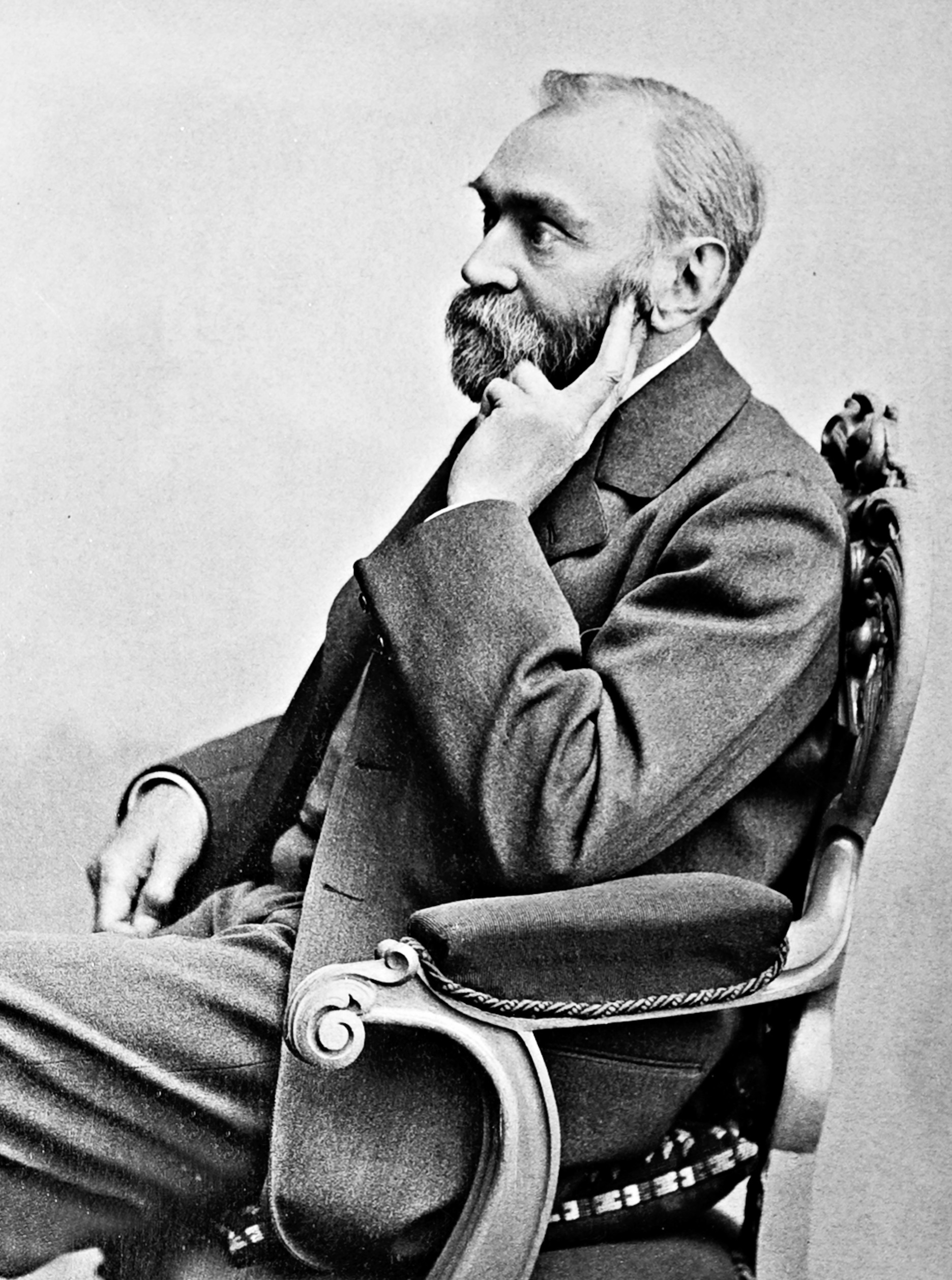
Nobel quan tâm đến sinh lý học thực nghiệm và thành lập phòng thí nghiệm của riêng ông.

Alfred Nobel sinh ngày 21 tháng 10 năm 1833 tại Stockholm, Thụy Điển, trong một gia đình kỹ sư. Ông là một nhà hóa học, kỹ sư và nhà phát minh, ông đã tích lũy được nhiều tài sản trong suốt cuộc đời, phần lớn là từ 355 phát minh, trong đó thuốc nổ là phát minh nổi tiếng nhất. Ông quan tâm đến sinh lý học thực nghiệm và thành lập phòng thí nghiệm của riêng ông ở Pháp và Ý để tiến hành các thí nghiệm về truyền máu. Để đuổi kịp các phát hiện khoa học, ông đã hào phóng quyên góp cho phòng thí nghiệm của Ivan Pavlov ở Nga và lạc quan về tiến độ đạt được từ những khám phá khoa học được thực hiện trong phòng thí nghiệm.
Năm 1888, Nobel vô cùng ngạc nhiên khi đọc cáo phó của chính mình, có tiêu đề "Kẻ buôn bán cái chết đã chết", trên một tờ báo Pháp. Khi chuyện xảy ra, anh trai của Nobel là Ludvig đã qua đời, nhưng Nobel, không hài lòng với nội dung của cáo phó và lo ngại rằng di sản của ông sẽ phản ánh không tốt về ông, cũng là nguồn cảm hứng để thay đổi di chúc của ông. Trong di chúc cuối cùng, Nobel yêu cầu số tiền của ông phải được sử dụng để tạo ra một loạt giải thưởng cho những người mang lại "lợi ích lớn nhất cho nhân loại" trong lĩnh vực vật lý, hóa học, hòa bình, sinh lý học hoặc y học, và văn học. Mặc dù Nobel đã viết nhiều di chúc trong suốt cuộc đời, nhưng bản cuối cùng được viết hơn một năm trước khi ông qua đời ở tuổi 63. Do có khá nhiều tranh cãi xung quanh di chúc, nó đã không được Quốc hội Na Uy chấp thuận cho đến tận ngày 26 tháng 4 năm 1897.
Các thành viên của Ủy ban Nobel Na Uy sẽ trao giải Giải Hòa bình ngay sau khi di chúc được thông qua. Các tổ chức trao giải theo sau: Học viện Karolinska vào ngày 7 tháng 6, Viện Hàn lâm Thụy Điển vào ngày 9 tháng 6 và Viện Hàn lâm Khoa học Hoàng gia Thụy Điển vào ngày 11 tháng Sáu. Sau đó, Quỹ Nobel đã đạt được thỏa thuận về hướng dẫn cách thức trao giải Nobel. Năm 1900, Vua Oscar II ban hành quy chế mới cho Quỹ Nobel. Ngày nay, giải được gọi là giải Nobel Y học.

## Đề cử và lựa chọn

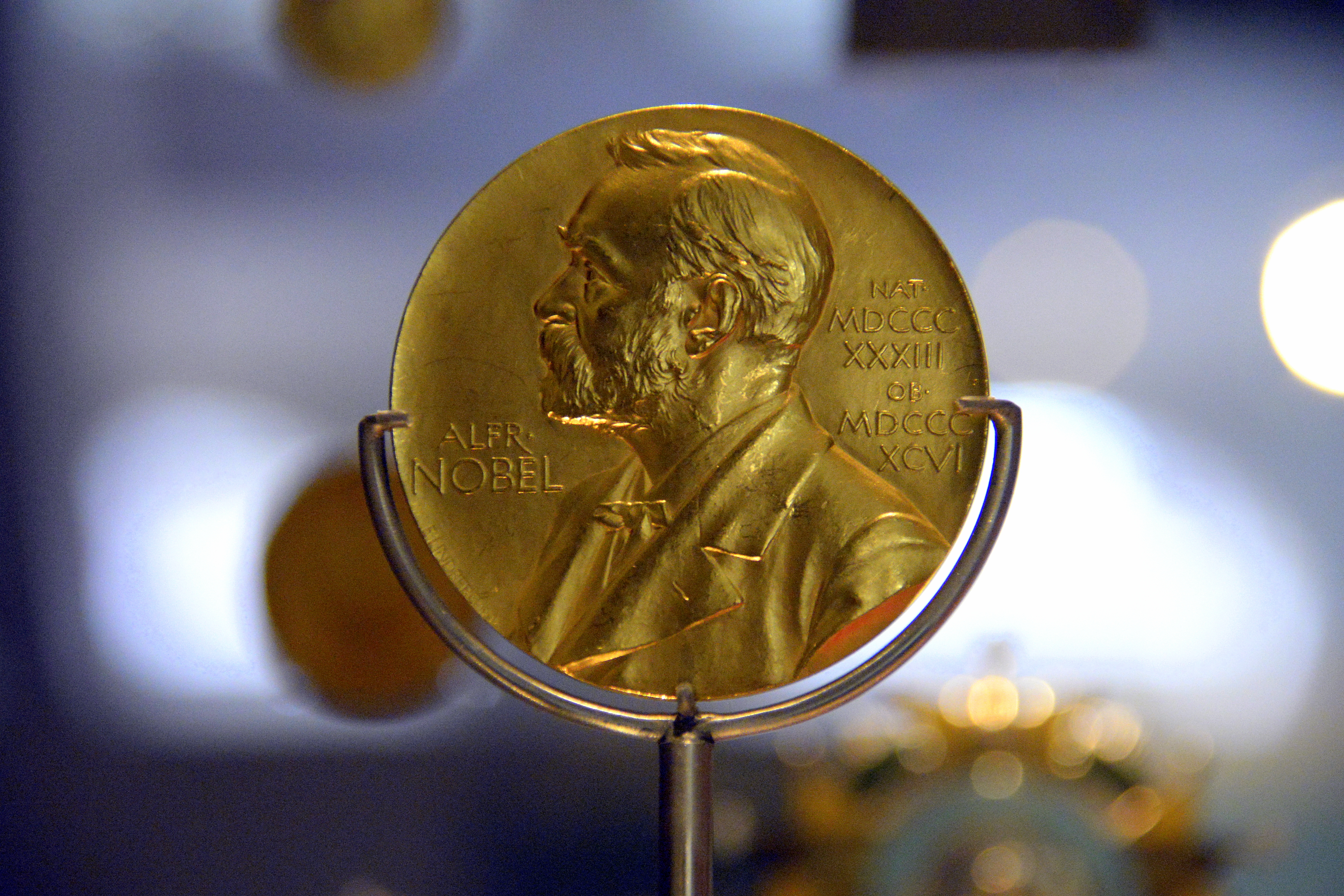
Huy chương giải Nobel Y học, Thụy Điển, 1945, cho Ngài Alexander Fleming (1881–1955), người đã phát hiện ra Penicillin. Trưng bày tại Bảo tàng Quốc gia Scotland

Điều quan trọng đối với Nobel là giải thưởng được trao cho một "khám phá" và đó là "lợi ích lớn nhất cho nhân loại".Theo quy định của di chúc, chỉ những người được chọn mới đủ điều kiện đề cử cá nhân cho giải thưởng. Những người này bao gồm các thành viên của các học viện trên khắp thế giới, các giáo sư y khoa ở Thụy Điển, Đan Mạch, Na Uy, Iceland và Phần Lan, cũng như các giáo sư của các trường đại học và tổ chức nghiên cứu được lựa chọn ở các quốc gia khác. Những người đoạt giải Nobel trước đây cũng có thể nhận đề cử. Cho đến năm 1977, tất cả các giáo sư của Viện Karolinska cùng nhau quyết định giải Nobel Sinh lý học hoặc Y khoa. Năm đó, những thay đổi trong luật Thụy Điển đã buộc viện phải công khai bất kỳ tài liệu nào liên quan đến Giải thưởng Nobel, và việc thành lập một cơ quan độc lập về mặt pháp lý cho công việc của Giải thưởng được coi là cần thiết. Do đó, thành lập Hội đồng Nobel, bao gồm 50 giáo sư tại Viện Karolinska. Bầu ra Ủy ban Nobel với năm thành viên đánh giá những người được đề cử, Thư ký phụ trách tổ chức và mỗi năm có mười thành viên phụ trợ để hỗ trợ đánh giá các ứng cử viên. Năm 1968, một điều khoản đã được thêm vào là không quá ba người có thể chia sẻ giải thưởng Nobel.
Đúng với nhiệm vụ, ủy ban đã chọn các nhà nghiên cứu làm việc trong lĩnh vực khoa học cơ bản thay vì những người đã có đóng góp trong khoa học ứng dụng. Harvey Cushing, bác sĩ giải phẫu thần kinh người Mỹ, tiên phong trong việc xác định được hội chứng Cushing, đã không được trao giải thưởng, cũng như Sigmund Freud, vì công trình phân tích tâm lý của ông thiếu các giả thuyết có thể thực nghiệm xác nhận. Công chúng kỳ vọng Jonas Salk hoặc Albert Sabin nhận giải thưởng vì đã phát triển vắc-xin bại liệt, nhưng thay vào đó, giải thưởng lại thuộc về John Enders, Thomas Weller, và Frederick Robbins với phát hiện cơ bản rằng vi rút bại liệt có thể sinh sản trong tế bào khỉ, dù các chế phẩm trong phòng thí nghiệm đã giúp tạo ra vắc xin.
Trong suốt thập niên 1930, thường xuyên có những người đoạt giải trong sinh lý học cổ điển, nhưng sau đó, lĩnh vực này bắt đầu phân chia thành các chuyên ngành. Những người đoạt giải sinh lý học cổ điển gần đây nhất là John Eccles, Alan Hodgkin, và Andrew Huxley vào năm 1963 vì những phát hiện của họ về "các sự kiện điện đơn nhất trong hệ thống thần kinh trung ương và ngoại vi."

## Người đoạt giải

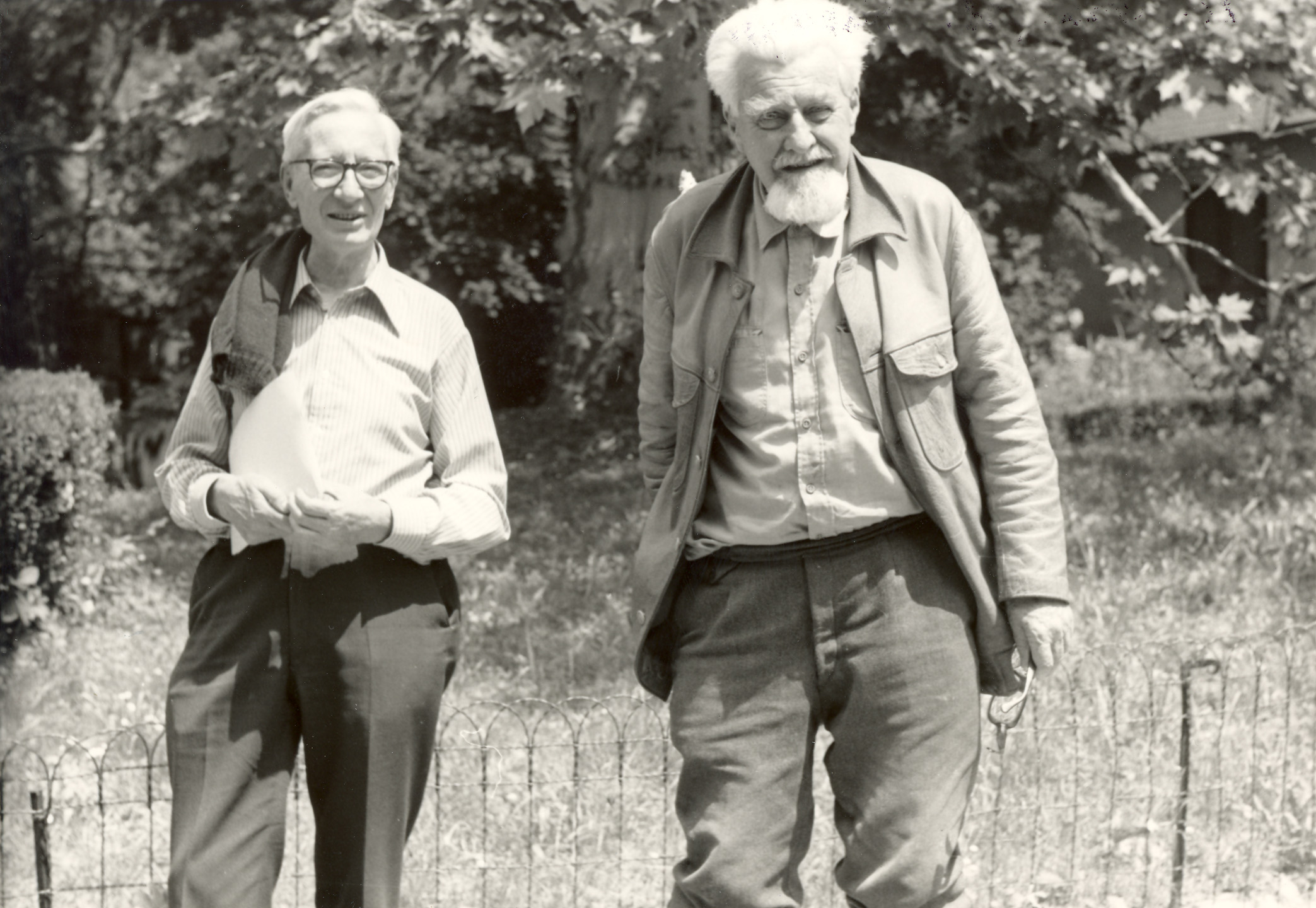
Nikolaas Tinbergen (trái) và Konrad Lorenz (phải) nhận giải (cùng với Karl von Frisch) vì những khám phá liên quan đến hành vi của động vật.

Năm 1901, nhà sinh lý học người Đức Emil Adolf von Behring là người đầu tiên nhận giải Nobel về Sinh lý học và Y học. Khám phá của Behring về liệu pháp huyết thanh trong quá trình phát triển vắc-xin bạch hầu và uốn ván đã đặt "một vũ khí quan trọng vào tay các y bác sỹ để chiến thắng chống lại bệnh tật và tử vong".

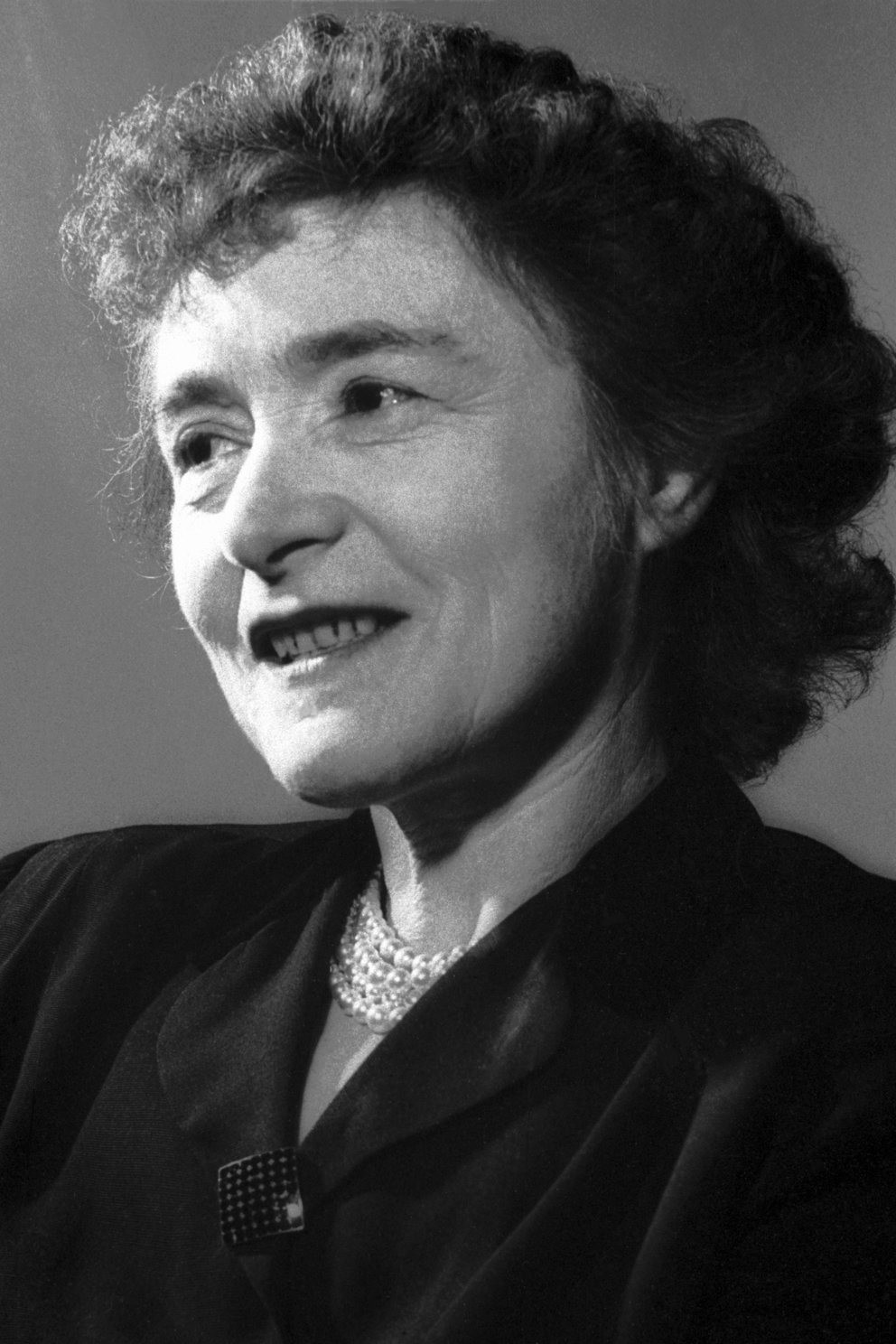
In 1947, Gerty Cori là người phụ nữ đầu tiên nhận Giải thưởng Sinh lý học hoặc Y học.

Những người đoạt giải nhận giải Nobel trong nhiều lĩnh vực liên quan đến sinh lý học hoặc y học. Tính đến  năm 2010, có tám Giải thưởng dành cho những đóng góp trong lĩnh vực truyền tính trạng thông qua G proteins và chất truyền tin thứ hai. Mười ba giải dành cho những đóng góp trong lĩnh vực khoa học thần kinh và mười ba người đã nhận giải cho những đóng góp trong trao đổi chất. Tính đến năm 2009, có hơn 100 giải Nobel về Sinh lý và Y học đã được trao cho 195 cá nhân.
Mười hai phụ nữ đã nhận giải thưởng gồm: Gerty Cori (1947), Rosalyn Yalow (1977), Barbara McClintock (1983), Rita Levi-Montalcini (1986), Gertrude B. Elion (1988), Christiane Nüsslein-Volhard (1995), Linda B. Buck (2004), Françoise Barré-Sinoussi (2008), Elizabeth H. Blackburn (2009), Carol W. Greider (2009), May-Britt Moser (2014) và Youyou Tu (2015). Chỉ có một phụ nữ là Barbara McClintock từng nhận giải thưởng không chia sẻ trong hạng mục này, do công trình khám phá ra gen nhảy di truyền.

### Yếu tố thời gian và qua đời

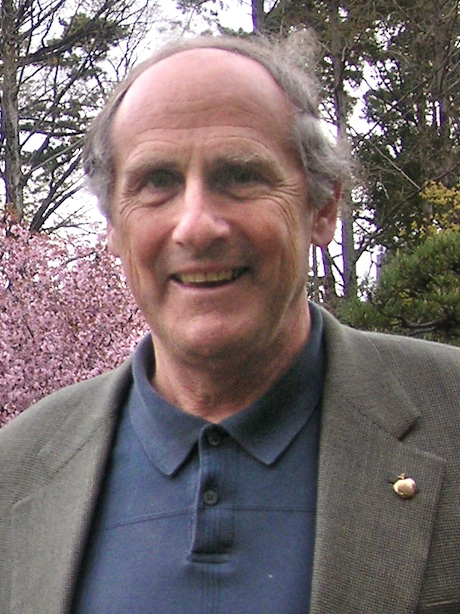
Ralph M. Steinman là người vô tình nhận Giải thưởng sau khi qua đời.

Do khoảng thời gian có thể trôi qua trước khi tầm quan trọng của khám phá trở nên rõ ràng, một số giải thưởng được trao nhiều năm sau khám phá ban đầu. Barbara McClintock đã thực hiện những công trình vào năm 1944, trước khi cấu trúc của phân tử DNA được biết đến; bà đã không nhận giải cho đến tận năm 1983. Tương tự như vậy, vào năm 1916 Peyton Rous đã phát hiện ra vai trò của virus khối u ở gà, nhưng mãi đến 50 năm sau, vào năm 1966, bà mới nhận giải.
Năm 2011, nhà miễn dịch học người Canada Ralph M. Steinman thắng giải; tuy nhiên, ủy ban không biết rằng ông đã qua đời ba ngày trước khi thông báo. Ủy ban đã quyết định vì giải thưởng được trao "với thiện chí" nên vẫn công nhận giải.

### Tranh cãi
Giải thưởng năm 2008 được trao cho Harald zur Hausen để ghi nhận khám phá của ông về virus u nhú ở người (HPV) có thể gây ra ung thư cổ tử cung, Françoise Barré-Sinoussi và Luc Montagnier vì đã phát hiện ra virus gây suy giảm miễn dịch ở người (HIV). Nhưng dù Robert Gallo hay Luc Montagnier xứng đáng được ghi nhận nhiều hơn cho việc phát hiện ra virus gây bệnh AIDS hay không vẫn là vấn đề gây ra tranh cãi đáng kể. Đúng như vậy, Gallo đã bị loại và không nhận giải thưởng. Ngoài ra, đã có một vụ bê bối khi Harald zur Hausen đang bị điều tra vì hưởng lợi ích tài chính đối với vắc-xin ung thư cổ tử cung mà vi-rút HPV có thể gây ra. AstraZeneca, công ty có cổ phần trong hai loại vắc-xin HPV béo bở có thể hưởng lợi về mặt tài chính từ giải thưởng, đã đồng ý tài trợ cho Nobel Media và Nobel Web. Theo Times Online, hai nhân vật cấp cao trong quá trình tuyển chọn đã chọn Hausen cũng có mối liên hệ chặt chẽ với AstraZeneca.

### Giới hạn số lượng người nhận giải
Điều khoản đưa ra vào năm 1968 về giới hạn số lượng người nhận đề cử tối đa là ba người cho bất kỳ giải thưởng nào đã gây ra nhiều tranh cãi. Từ thập niên 1950 trở lại đây, xu hướng trao giải Nobel Sinh lý học hoặc Y học cho nhiều người ngày càng gia tăng. Có 59 người nhận giải trong 50 năm đầu tiên của thế kỷ trước, trong khi 113 cá nhân nhận giải từ năm 1951 đến năm 2000. Sự gia tăng này có thể là do sự gia tăng của cộng đồng khoa học quốc tế sau Thế chiến thứ hai, dẫn đến nhiều người chịu trách nhiệm cho việc khám phá và nhận đề cử cho một giải thưởng cụ thể. Ngoài ra, nghiên cứu y sinh hiện nay thường được do các nhóm thực hiện hơn là các nhà khoa học làm việc một mình, khiến cho không có khả năng bất kỳ nhà khoa học nào, hoặc thậm chí một số ít, chịu trách nhiệm chính cho một khám phá; điều này có có nghĩa là một đề cử giải thưởng phải bao gồm nhiều hơn ba người đóng góp sẽ tự động bị loại khỏi quá trình xem xét. Ngoài ra, những người đóng góp hoàn toàn xứng đáng có thể không nhận đề cử vì hạn chế dẫn đến việc giới hạn chỉ ba người được đề cử cho mỗi giải thưởng, dẫn đến việc loại trừ gây tranh cãi.

### Trích dẫn
1. ↑  "Nobel Prize amount is raised by SEK 1 million". Nobel Foundation. Lưu trữ bản gốc ngày 1 tháng 2 năm 2018. Truy cập ngày 4 tháng 10 năm 2017.
2. ↑  "The Nobel Prize in Physiology or Medicine 2022". Nobel Foundation. Truy cập ngày 3 tháng 10 năm 2022.
3. ↑  Levinovitz, tr. 5
4. ↑  Levinovitz, tr. 11
5. ↑  Feldman, trang 237–238
6. ↑  Golden, Frederic (ngày 16 tháng 10 năm 2000). "The Worst and the Brightest". Time. Bản gốc lưu trữ ngày 3 tháng 11 năm 2007. Truy cập ngày 9 tháng 4 năm 2010.
7. ↑  "History – Historic Figures: Alfred Nobel (1833–1896)". BBC. Lưu trữ bản gốc ngày 2 tháng 9 năm 2013. Truy cập ngày 15 tháng 1 năm 2010.
8. ↑  Sohlman, Ragnar (1983). The Legacy of Alfred Nobel – The Story Behind the Nobel Prizes . The Nobel Foundation. tr. 13. ISBN 978-0-370-30990-3.
9. 1 2  Levinovitz, p. 13
10. ↑  "Nobel Prize History —". Infoplease. ngày 13 tháng 10 năm 1999. Truy cập ngày 15 tháng 1 năm 2010.
11. ↑  "Nobel Foundation (Scandinavian organisation)". Britannica. Truy cập ngày 10 tháng 6 năm 2013.
12. ↑  "Nobel Prize" (2007), trong Encyclopædia Britannica, truy cập ngày 15 tháng 1 năm 2009, từ Encyclopædia Britannica Online: Sau khi Nobel qua đời, Quỹ Nobel được thành lập để thực hiện các điều khoản trong di chúc của ông và để quản lý quỹ. Trong di chúc, ông đã quy định bốn người khác nhau - ba người Thụy Điển và một người Na Uy - sẽ trao giải thưởng. Từ Stockholm, Viện Hàn lâm Khoa học Hoàng gia Thụy Điển trao giải về vật lý, hóa học và kinh tế, Viện Karolinska trao giải về sinh lý học hoặc y học, và Viện Hàn lâm Thụy Điển trao giải về văn học. Ủy ban Nobel Na Uy có trụ sở tại Oslo trao giải thưởng vì hòa bình. Quỹ Nobel là chủ sở hữu hợp pháp và quản lý chức năng của quỹ và đóng vai trò là cơ quan hành chính chung của các tổ chức trao giải, nhưng nó không liên quan đến các cuộc thảo luận hoặc quyết định về giải thưởng, vốn chỉ thuộc về bốn tổ chức.
13. ↑  "Alfred Nobel's last will and testament - The Local". web.archive.org. ngày 9 tháng 10 năm 2009. Bản gốc lưu trữ ngày 3 tháng 5 năm 2013. Truy cập ngày 21 tháng 12 năm 2022.{{Chú thích web}}:  Quản lý CS1: bot: trạng thái URL ban đầu không rõ (liên kết)
14. ↑  Levinovitz, p. 112
15. 1 2  Lindsten, Jan; Nils Ringertz. "The Nobel Prize in Physiology or Medicine, 1901–2000". Nobel Foundation. Lưu trữ bản gốc ngày 3 tháng 12 năm 2008. Truy cập ngày 11 tháng 7 năm 2010.
16. ↑  Foundation Books National Council of Science (2005). Nobel Prize Winners in Pictures. Foundation Books. tr. viii. ISBN 978-81-7596-245-3. Lưu trữ bản gốc ngày 20 tháng 6 năm 2020. Truy cập ngày 8 tháng 6 năm 2020.
17. 1 2  Levinovitz, p. 17
18. ↑  Feldman, p. 238
19. 1 2  Bishop, J. Michael (2004). How to Win the Nobel Prize: An Unexpected Life in Science. Harvard University Press. tr. 23–24. ISBN 978-0-674-01625-5. Lưu trữ bản gốc ngày 8 tháng 6 năm 2020. Truy cập ngày 8 tháng 6 năm 2020.
20. ↑  Feldman, p. 239
21. ↑  "The Nobel Prize in Physiology or Medicine 1973". Nobel Foundation. Lưu trữ bản gốc ngày 8 tháng 7 năm 2018. Truy cập ngày 28 tháng 7 năm 2007.
22. ↑  Feldman, p. 242
23. ↑  "The Nobel Prize in Physiology or Medicine 1901 Emil von Behring". Nobel Foundation. Lưu trữ bản gốc ngày 16 tháng 7 năm 2007. Truy cập ngày 1 tháng 7 năm 2010.
24. ↑  "Emil von Behring: The Founder of Serum Therapy". Nobel Foundation. Bản gốc lưu trữ ngày 13 tháng 5 năm 2008. Truy cập ngày 1 tháng 7 năm 2010.
25. ↑  "Nobel Prizes in Nerve Signaling". Nobel Foundation. Lưu trữ bản gốc ngày 19 tháng 6 năm 2010. Truy cập ngày 16 tháng 6 năm 2010.
26. ↑  "The Nobel Prize Awarders". Nobel Foundation. Lưu trữ bản gốc ngày 3 tháng 12 năm 2008. Truy cập ngày 21 tháng 11 năm 2008.
27. 1 2  "Facts on the Nobel Prize in Physiology or Medicine". Nobel Foundation. Lưu trữ bản gốc ngày 25 tháng 7 năm 2010. Truy cập ngày 19 tháng 6 năm 2010.
28. ↑  "Nobel Prize Facts". Nobel Foundation. Bản gốc lưu trữ ngày 2 tháng 2 năm 2007. Truy cập ngày 15 tháng 6 năm 2010.
29. ↑  "Women Nobel Laureates". Nobel Foundation. Lưu trữ bản gốc ngày 28 tháng 5 năm 2016. Truy cập ngày 1 tháng 5 năm 2018.
30. ↑  "The Nobel Prize in Physiology or Medicine 1983 Barbara McClintock". Nobel Foundation. Bản gốc lưu trữ ngày 8 tháng 6 năm 2010. Truy cập ngày 21 tháng 6 năm 2010.
31. 1 2  Levinovitz, tr. 114
32. ↑  "The Nobel Prize in Physiology or Medicine 2008 Harald zur Hausen, Françoise Barré-Sinoussi, Luc Montagnier". Nobel Foundation. Lưu trữ bản gốc ngày 9 tháng 8 năm 2018. Truy cập ngày 20 tháng 6 năm 2010.
33. ↑  Cohen J, Enserink M (tháng 10 năm 2008). "Nobel Prize in Physiology or Medicine. HIV, HPV researchers honored, but one scientist is left out". Science. Quyển 322 số 5899. tr. 174–5. doi:10.1126/science.322.5899.174. PMID 18845715. S2CID 206582472.
34. ↑  Enserink, Martin; Jon Cohen (ngày 6 tháng 10 năm 2008). "Nobel Prize Surprise". Science Now. Bản gốc lưu trữ ngày 12 tháng 12 năm 2010.
35. ↑  Charter, David (ngày 19 tháng 12 năm 2008). "AstraZeneca row as corruption claims engulf Nobel prize". The Sunday Times. London. Bản gốc lưu trữ ngày 19 tháng 12 năm 2008. Truy cập ngày 22 tháng 6 năm 2010.
36. ↑  Levinovitz , P. 61